# Хамидов, Вали Абдувахидович
Вали Абдувахидович Хамидов — советский хозяйственный, государственный и политический деятель.

## Биография
Родился в 1935 году. Член КПСС с 1959 года.
Выпускник Ташкентского политехнического института. С 1957 года — на хозяйственной, общественной и политической работе. В 1957—1995 гг. — начальник смены, начальник цеха Самаркандского суперфосфатного завода, секретарь заводской партийной организации, секретарь Самаркандского горкома партии, директор Алмалыкского химического завода, заведующий отделом тяжелой промышленности и машиностроения ЦК КП Узбекистана, первый заместитель председателя Госплана Узбекской ССР.
За разработку, освоение и промышленное внедрение техники и технологии переработки бедных фосфатных руд бассейна Каратау на высоконцентрированные удобрения в составе коллектива был удостоен Государственной премии СССР в области техники 1980 года.
Избирался депутатом Верховного Совета Узбекской ССР 9-го и 10-го созывов.
Умер после 1985 года.